# Cornelia Ullrich
Cornelia Ullrich (República Democrática Alemana, 26 de abril de 1963) es una atleta retirada, especializada en la prueba de 400 m vallas en la que llegó a ser medallista de bronce mundial en 1987.

## Carrera deportiva
En el Mundial de Roma 1987 ganó la medalla de bronce en los 400 metros vallas, con un tiempo de 54.31 segundos, llegando a la meta tras la alemana Sabine Busch y la australiana Debbie Flintoff (plata).